# Olympische Sommerspiele 1972/Teilnehmer (Tschechoslowakei)
| Gelbes Symbol für Goldmedaillen mit stilisierten Olympischen Ringen | Graues Symbol für Silbermedaillen mit stilisierten Olympischen Ringen | Braundes Symbol für Bronzemedaillen mit stilisierten Olympischen Ringen |
| ------------------------------------------------------------------- | --------------------------------------------------------------------- | ----------------------------------------------------------------------- |
| 2                                                                   | 4                                                                     | 2                                                                       |

Die Tschechoslowakei nahm an den Olympischen Sommerspielen 1972 in München mit einer Delegation von 181 Athleten (145 Männer und 36 Frauen) an 93 Wettkämpfen in 17 Sportarten teil. Fahnenträger bei der Eröffnungsfeier war der Leichtathlet Ludvík Daněk.

## Teilnehmer nach Sportarten

### Basketball
- 8. Platz
- Jiří Balaštík
- Jan Blažek
- Jan Bobrovský
- Kamil Brabenec
- Zdeněk Douša
- Jiří Konopásek
- Zdeněk Kos
- Petr Novický
- Jiří Pospíšil
- Jiří Růžička
- Jiří Zedníček
- Jiří Zídek Sr.

### Boxen
- Karel Kašpar
- Jaroslav Král

### Fechten
| Männer - František Koukal | Frauen - Katarína Lokšová-Ráczová |

### Gewichtheben
- Ondrej Hekel
- Petr Pavlásek
- Rudolf Strejček

### Handball
- Silber
- Ladislav Beneš
- František Brůna
- Vladimír Haber
- Vladimír Jarý
- Jiří Kavan
- Arnošt Klimčík
- Jaroslav Konečný
- František Králík
- Jindřich Krepindl
- Vincent Lafko
- Andrej Lukošík
- Pavel Mikeš
- Peter Pospíšil
- Ivan Satrapa
- Zdeněk Škára
- Jaroslav Škarvan

### Judo
- Petr Jákl

### Kanu
| Männer - Zdeněk Bohutínský - Antonín Brabec - Jiří Čtvrtečka - Marián Havlíček - Milan Horyna - Gabriel Janoušek - František Kadaňka - Ľubomír Kadnár - Pavel Kvasil - Ladislav Měšťan - Zdeněk Měšťan - Petr Mokrý - Vlastimil Ouředník - Zbyněk Pulec - Karel Scheder - Petr Sodomka - Ladislav Souček - Karel Třešňák | Frauen - Anastázie Hajná-Fridrichová - Oldřiška Kaplanová - Bohumila Kapplová - Růžena Novotná - Ludmila Polesná |

### Leichtathletik
| Männer - Jaroslav Alexa - Luděk Bohman - Jaroslav Brabec - Jaroslav Brož - Petr Čech - Ludvík Daněk Gold Diskuswurf - Ivan Daniš - Juraj Demeč - Václav Fišer - Josef Horčic - Josef Jánský - Ladislav Kříž - Jiří Kynos - Jaroslav Matoušek - Dušan Moravčík - Roman Moravec - Lubomír Nádeníček - Jozef Plachý - Jaromír Vlk | Frauen - Helena Fibingerová - Eva Glesková - Jaroslava Jehličková - Milada Karbanová - Jarmila Nygrýnová - Alena Prosková - Milena Rezková - Eva Šuranová Bronze Weitsprung |

### Radsport
- Zdeněk Dohnal
- Jiří Háva
- Alois Holík
- Miloš Hrazdíra
- Ivan Kučírek
- Jiří Mainuš
- Petr Matoušek
- Jiří Mikšík
- Vlastimil Moravec
- Vladimír Popelka
- Jiří Prchal
- Milan Puzrla
- Anton Tkáč
- Vladimír Vačkář
- Milan Zyka

### Ringen
- Josef Engel
- Karel Engel
- Miroslav Janota
- Petr Kment
- Vítězslav Mácha
Gold  Weltergewicht griechisch-römisch
- Miroslav Musil
- Jan Neckář
- Stanislav Tůma
- Oldřich Vlasák
- Miroslav Zeman

### Rudern
- Jaroslav Hellebrand
- Ladislav Heythum
- Vladimír Jánoš
Bronze  Vierer mit Steuermann
- Pavel Konvička
- Oldřich Kruták
- Zdeněk Kuba
- Vladek Lacina
- Petr Lakomý
- Ladislav Lorenc
- Otakar Mareček
Bronze  Vierer mit Steuermann
- Karel Neffe
Bronze  Vierer mit Steuermann
- Vladimír Petříček
Silber  Zweier mit Steuermann
Bronze  Vierer mit Steuermann
- František Provazník
Bronze  Vierer mit Steuermann
- Jiří Pták
- Josef Straka
- Milan Suchopár
- Oldřich Svojanovský
Silber  Zweier mit Steuermann
- Pavel Svojanovský
Silber  Zweier mit Steuermann
- Miroslav Vraštil
- Lubomír Zapletal
- Zdeněk Zika

### Schießen
- Karel Bulan
- Ladislav Falta
Silber  Schnellfeuerpistole
- Hynek Hromada
- Vladimír Hurt
- Petr Kovářík
- Rudolf Pojer
- Miroslav Štefan
- Jiří Vogler

### Schwimmen
Frauen
- Věra Faitlová
- Zuzana Marková
- Jaroslava Slavíčková

### Segeln
- Miroslav Vejvoda

### Turnen
| Männer - Jiří Fejtek - Ladislav Morava - Bohumil Mudřík - Vladislav Nehasil - Miloslav Netušil - Pavel Stanovský | Frauen - Soňa Brázdová - Zdenka Bujnáčková - Zdena Dorňáková - Marianna Krajčírová - Hana Lišková - Marcela Váchová |

### Volleyball
| Männer - 6. Platz - Zdeněk Groessl - Drahomír Koudelka - Miroslav Nekola - Jaroslav Penc - Vladimír Petlák - Štefan Pipa - Milan Řezníček - Pavel Schenk - Jaroslav Stančo - Jaroslav Tomáš - Milan Vápenka - Lubomír Zajíček | Frauen - 7. Platz - Dora Jelínková - Darina Kodajová - Mária Mališová - Hilda Mazúrová - Anna Mifková - Elena Moskalová-Poláková - Ivana Moulisová - Jana Semecká - Irena Svobodová - Jana Vápenková - Ludmila Vindušková - Hana Vlasáková |

### Wasserspringen
Frauen
- Milena Duchková
Silber  Turmspringen